# Domo de Seibu
Seibu Dome (Seibu Domu 西武 ドーム?) es un estadio de béisbol y es el campo donde juega el equipo de béisbol profesional Seibu Lions situado en Tokorozawa, Saitama, Japón.
El estadio tiene un techo sobre el campo y las gradas, al igual que otros estadios de béisbol bajo techo. Sin embargo, carece de una pared detrás de las gradas para que el aire natural entra en el campo. Esto hace posible que los jonrones puedan salir del estadio, algo que no es posible en forma de cúpula típica de los estadios. El único otro estadio cubierto con una abertura permanente es Safeco Field en Seattle, Washington, Estados Unidos. Su apertura se orienta en el jardín izquierdo y central, haciendo posible que los jonrones puedan salir de ese parque también.

## Historia
El estadio fue construido en 1979 sin el techo y con el nombre de Seibu Lions Stadium, (西武ライオンズ 球場 Seibu KYUJO Raionzu) y fue el nuevo hogar de los Leones que se trasladó desde Fukuoka a Tokorozawa ese año. La instalación de la cubierta se llevó a cabo en dos fases: la primera fase después de la temporada 1997, y la segunda fase después de la temporada 1998. Al comienzo de la temporada de 1998, el estadio fue rebautizado Seibu Cúpula aunque la cúpula no había terminado todavía.
El 1 de marzo de 2005, el estadio fue nombrado Invoice Seibu Dome (イン ボイス 西武 ドーム Inboisu Seibu Domu) ya que Invoice Inc. compró los derechos del nombre del estadio para las dos próximas temporadas. Al vencimiento del contrato anterior, el 1 de enero de 2007, el nombre fue cambiado nuevamente a Goodwill Dome (グッド ウィル ドーム Guddowiru Domu) para reflejar el patrocinio de Goodwill Group, Inc. El contrato de los derechos del nombre de Goodwill Group, Inc. fue eficaz durante cinco años. A pesar de que el nombre Seibu Dome fue todavía el nombre oficial del estadio, los medios de comunicación utilizaron el nombre patrocinado casi en exclusiva. Sin embargo, al final de 2007, tanto fue cambiado de nombre otra vez como Seibu Dome en 2008, debido a que la compañía de Goodwill Group realizó negocios ilegales con el nombre.

## Galería

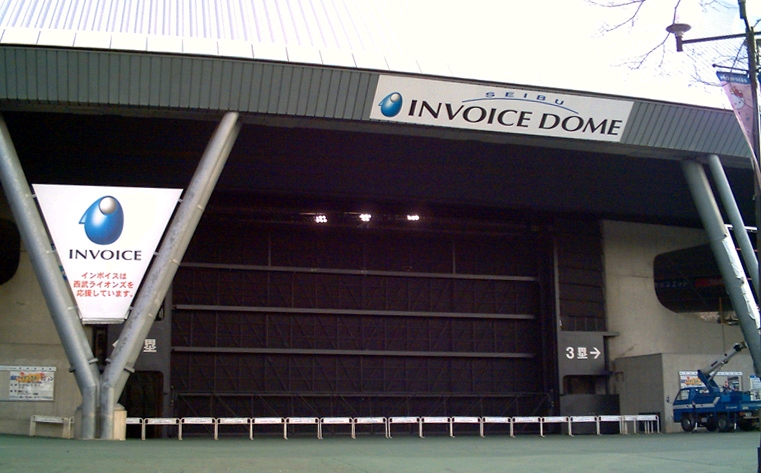
Invoice Seibu Dome (2006)
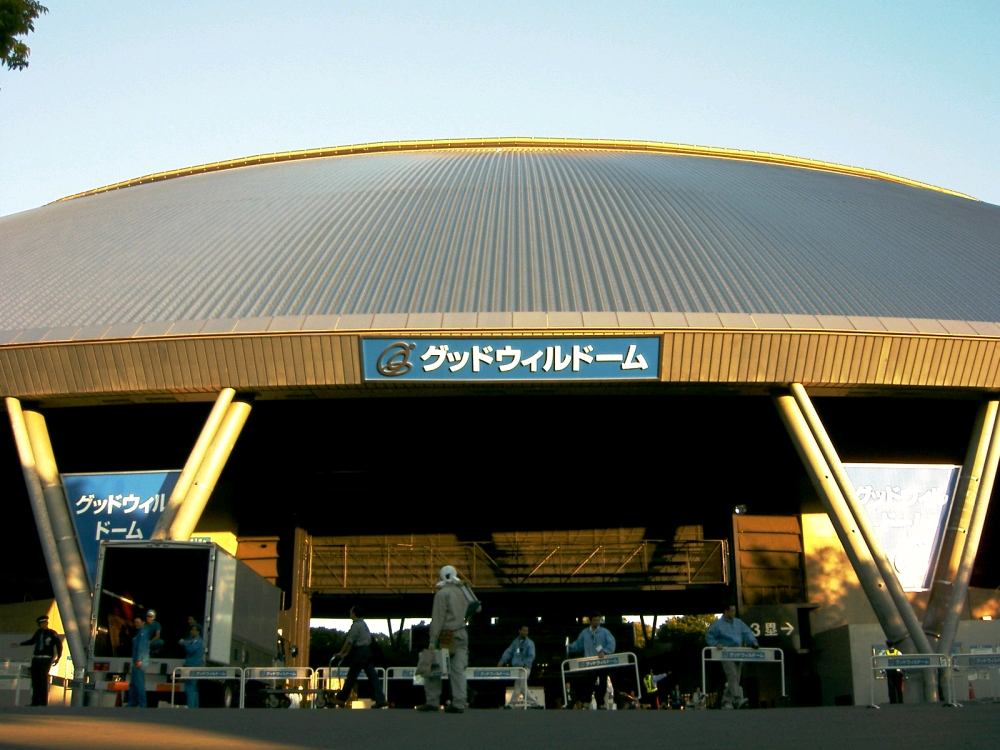
Goodwill Dome (2007)
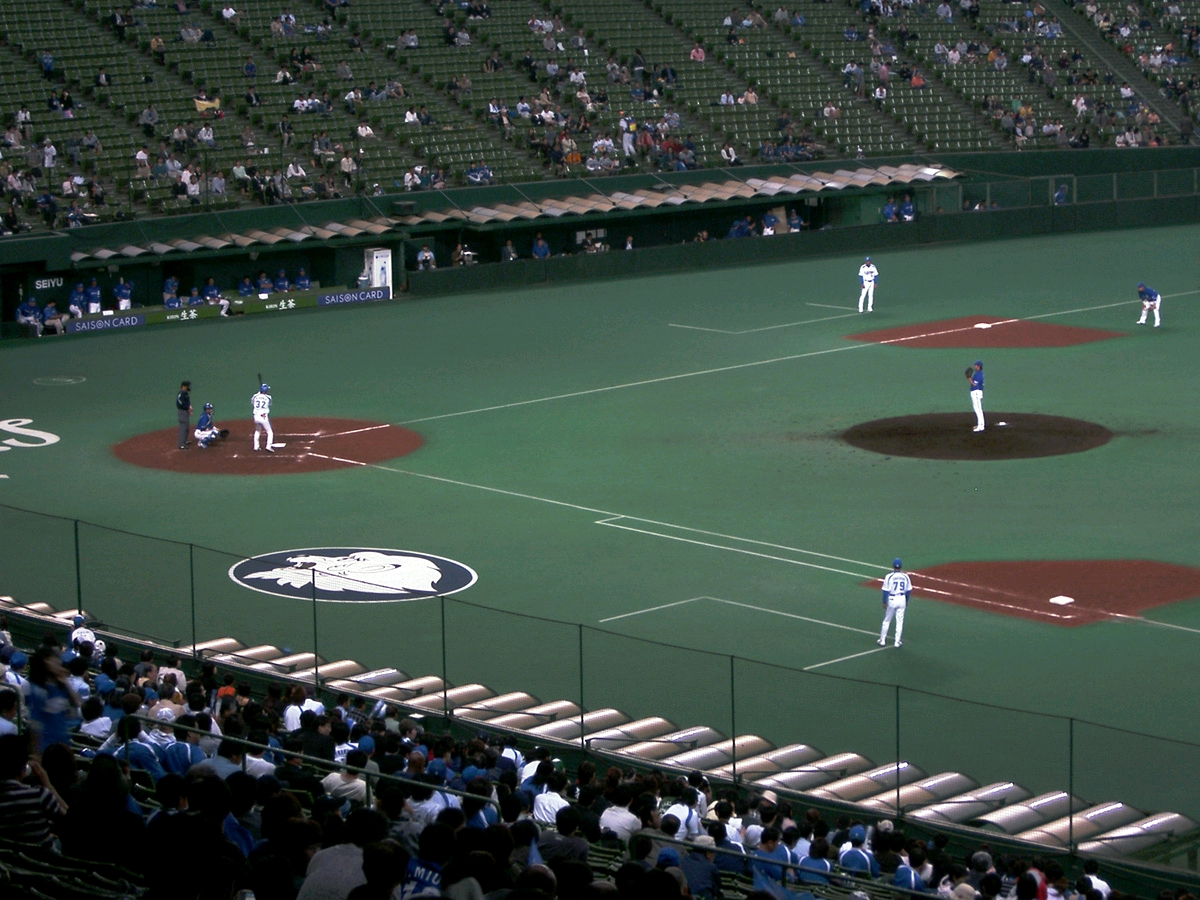
Seibu Lions en un juego de béisbol (2007)
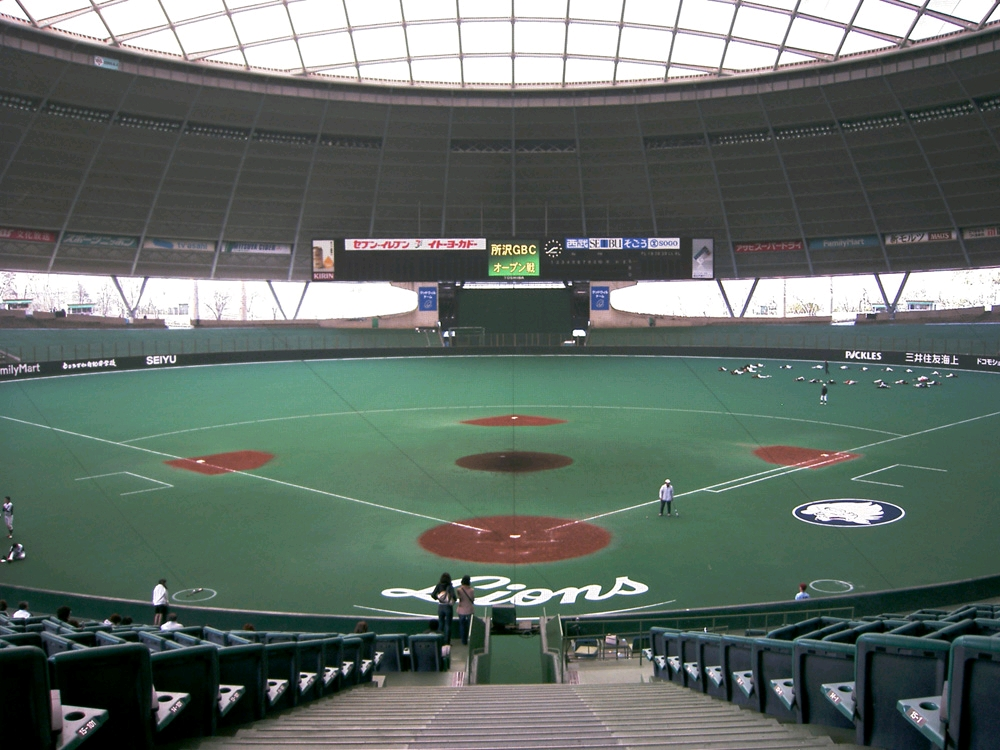
Césped artificial del Seibu Dome (2007)
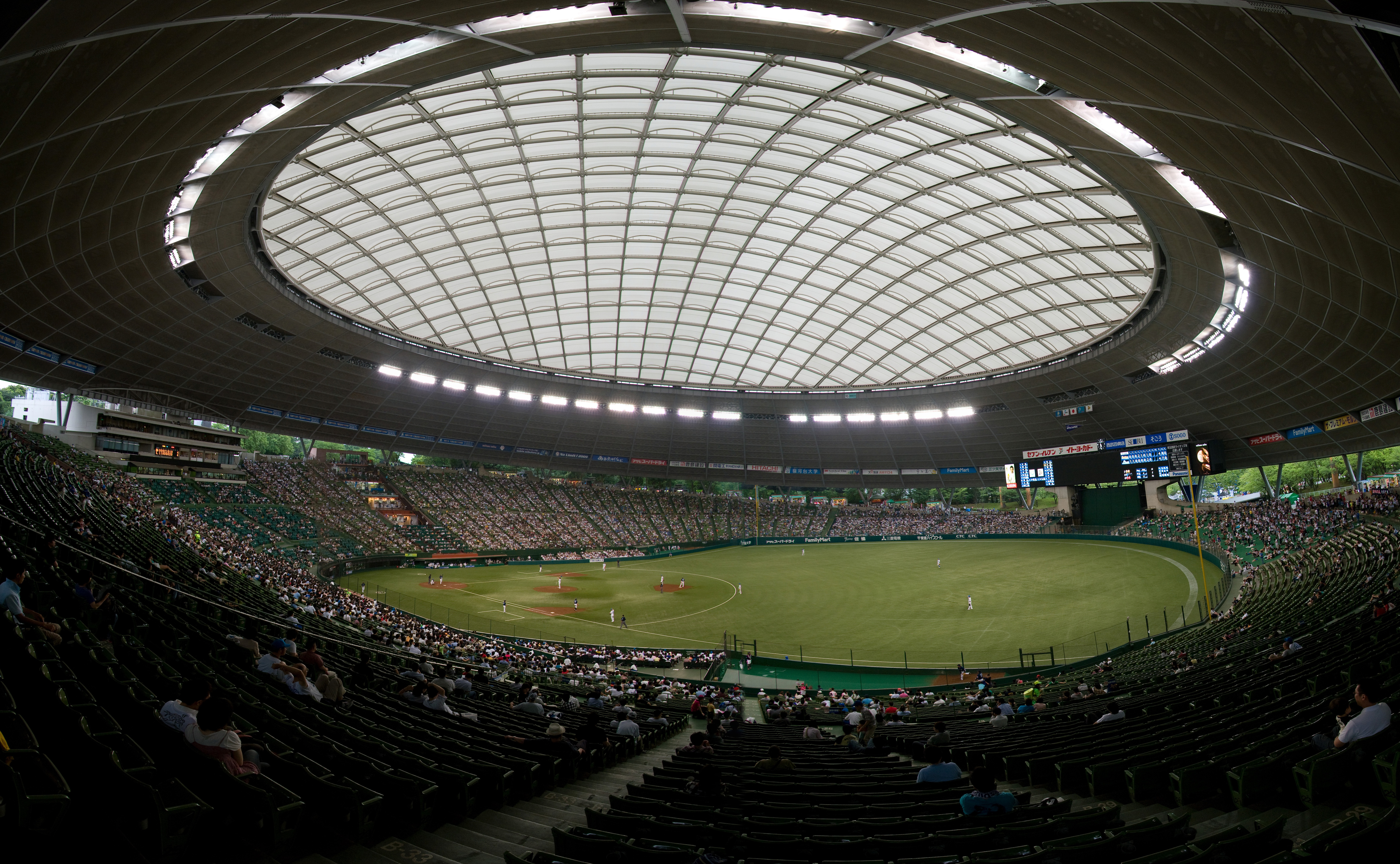
Panorama del Seibu Dome (2009)